# Chiesa di Santa Rita (Torino)
La chiesa di Santa Rita, nota anche come Santuario monumentale di Santa Rita, è una chiesa di Torino, che dà il nome alla piazza su cui si affaccia nell'omonimo quartiere.

## Storia e descrizione

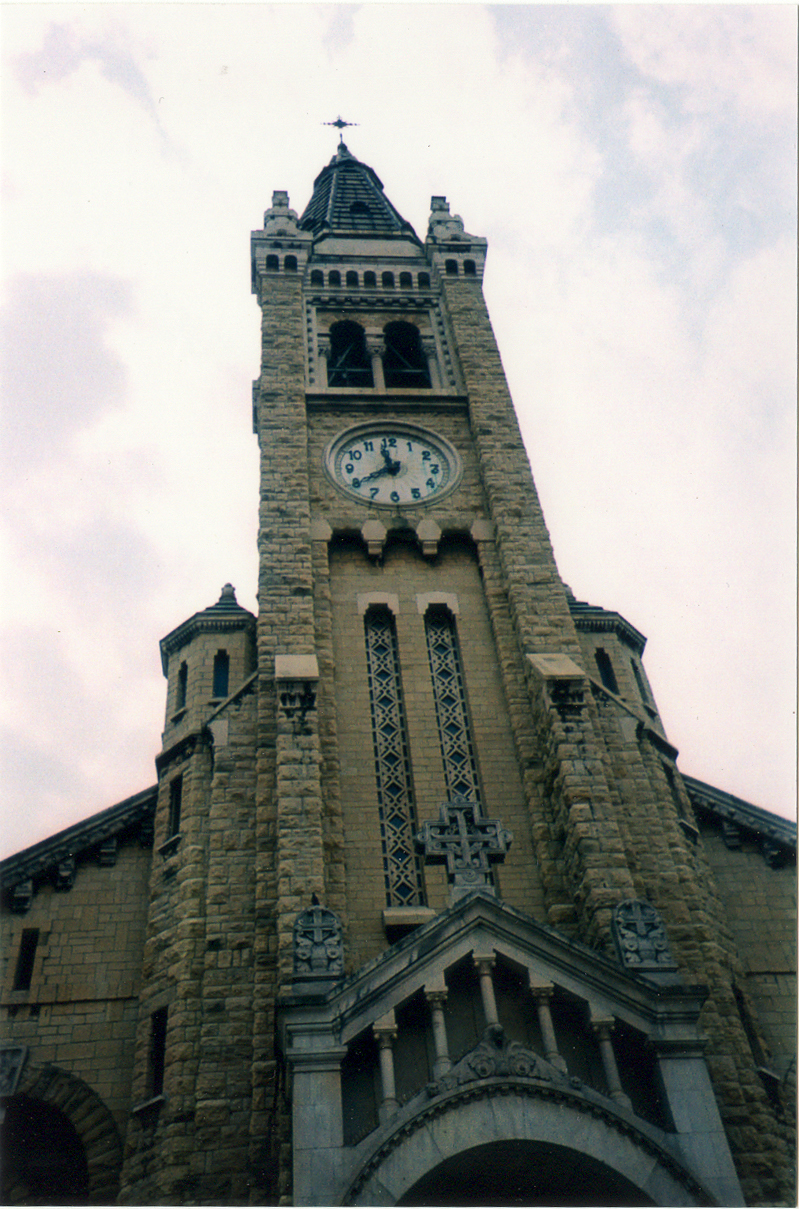
Particolare della facciata monumentale

Nel 1916, un giovane prete, don Giovanni Baloire, cappellano militare nel corpo di Sanità, si trovò acquartierato nella scuola elementare Mazzini di corso Orbassano a Torino, per prestare servizio presso il nuovo ospedale militare, ed ebbe quindi modo di osservare il nuovo borgo in espansione. Partito e ritornato dalla guerra nel Carso, nel 1919 fu nominato vice-parroco presso la parrocchia di San Secondo a Torino, dove era già presente il culto a Rita Lotti da Cascia, santificata da papa Leone XIII meno di un ventennio prima. Baloire insistette per titolare un santuario presso l'area della Barriera di Orbassano; le parrocchie della Crocetta e del Lingotto non erano più sufficienti per il borgo in espansione. Con l'appoggio di monsignor Pinardi, parroco di San Secondo, il sostegno e il sostanzioso aiuto dei devoti dell'allora Compagnia di Santa Rita, il progetto venne approvato dal vescovo nel 1925.
Il Comune concedette un'area (dapprima di 5000 m2 e poi di 10000 m2) prospiciente la piazza, che con delibera dell'11 aprile 1928 fu ufficialmente intitolata a santa Rita da Cascia. I lavori incominciarono nel 1927 e la sola parte muraria terminò nel 1933, con la costruzione del campanile acuto, alto 40 metri. L'autore del progetto fu l'architetto salesiano don Giulio Valotti, già celebre per i progetti della chiesa di Gesù Adolescente, l'ampliamento della basilica di Maria Ausiliatrice e dell'Oratorio Valdocco in Torino, il Santuario del Selvaggio a Giaveno e numerosi altri istituti salesiani in Italia. Fu concepito in stile neoromanico medioevale, a tre navate e con l'annessione all'interno di una Cappella laterale, detta La Primitiva o Cappella delle Grazie, presente sul lato di via Vernazza.
In fondo alla navata sinistra si trova invece l'attuale organo a canne, inaugurato nel 1990 in sostituzione dell'originale (del quale si conservano le canne anteriori). Opera della ditta Zanin di Codroipo (UD), dispone di 52 registri distribuiti su 4 tastiere di 61 tasti e pedaliera concavo-radiale di 32 tasti. Installato nel lato sinistro del transetto dopo la rimozione dell'altare di San Giuseppe, viene regolarmente utilizzato per le celebrazioni liturgiche e festività e per l'organizzazione, con cadenza annuale dal 1983, del Festival Organistico Internazionale. 
Sempre al fondo della navata sinistra si trova inoltre una piccola cappella, con un mezzobusto di don Baloire. Le splendide vetrate colorate furono disegnate direttamente dal Valotti nel 1931, e riproducono nove momenti spirituali della vita della santa; i lavori delle vetrate furono commissionati alla ditta tedesca Zettler-Glasmarei, ma eseguiti soltanto nel 1953-1955, quando furono ceduti ai lavori del Centro Arte di Loppiano (FI).
Sul lato est del Santuario fu annesso nel 1950 anche un oratorio, delle sale culturali e un teatro sotterraneo (1947-1950); successivamente, furono arredati anche gli interni della chiesa. I mosaici frontali e sulle colonne, rappresentanti 28 virtù, furono eseguiti su disegni di Carlo Morgari (1947). Le pitture dell'abside, della navata centrale e dell'interno cupola furono di Piero Dalle Ceste (1948), mentre quelle della santa sulla pala d'altare e della Cappella furono eseguiti da Paolo Giovanni Crida. Il Santuario contiene inoltre una statua della santa (opera di Luigi Aghemo), ottenuta da 200 kg di argento 900/1000, donati dai devoti nel 1931-1933, e portata in processione la sera di ogni 22 maggio.
L'intera chiesa fu infine consacrata l'11 maggio 1957.